# Grandes (álbum de Mägo de Oz)
Grandes es un álbum recopilatorio no oficial de la banda Mägo de Oz. Este es un disco doble que contiene éxitos de los primeros trabajos de la agrupación.

## Producción
El álbum es considerado como un álbum no oficial, puesto que no fue lanzado por la discográfica que en ese entonces tenía contrato con el grupo (Locomotive Music). Oasis Music fue quien lanzó el disco, y que tiempo después también lanzaría el audio libro de Txus, El Cementerio de los Versos Perdidos. 

## Lista de canciones
| CD 1 |                                                                 |                         |          |  |
| N.º  | Título                                                          | Disco original          | Duración |  |
| 1.   | «La Canción de Pedro»                                           | Jesús de Chamberí       | 5:33     |  |
| 2.   | «Maritornes»                                                    | La leyenda de La Mancha | 4:43     |  |
| 3.   | «Jesús de Chamberí»                                             | Jesús de Chamberí       | 7:33     |  |
| 4.   | «La Santa Compaña»                                              | Finisterra              | 5:35     |  |
| 5.   | «Molinos de Viento»                                             | La leyenda de La Mancha | 4:12     |  |
| 6.   | «Pensando en Ti (En Vivo)» ((Cover: Kansas - Dust in the wind)) | Folktergeist            | 4:41     |  |
| 7.   | «Fiesta Pagana»                                                 | Finisterra              | 4:57     |  |
| 8.   | «La Cruz de Santiago»                                           | Finisterra              | 5:20     |  |
| 9.   | «Astaroth»                                                      | Finisterra              | 6:32     |  |
| 10.  | «El Santo Grial»                                                | La leyenda de La Mancha | 5:10     |  |
| 11.  | «Réquiem»                                                       | La leyenda de La Mancha | 8:11     |  |
| 12.  | «Maite Zaitut» ((Cover: Gwendal - Deu tu Ganeme))               | Finisterra              | 3:21     |  |

| CD 2 |                                       |                         |          |  |
| N.º  | Título                                | Disco original          | Duración |  |
| 1.   | «La Danza del Fuego»                  | Finisterra              | 5:14     |  |
| 2.   | «Los Renglones Torcidos de Dios»      | Finisterra              | 6:33     |  |
| 3.   | «La Última Cena»                      | Jesús de Chamberí       | 3:50     |  |
| 4.   | «El que quiera entender que entienda» | Finisterra              | 7:30     |  |
| 5.   | «El Templo del Adiós»                 | La leyenda de La Mancha | 4:50     |  |
| 6.   | «La leyenda de La Mancha»             | La leyenda de La Mancha | 4:20     |  |
| 7.   | «T'esnucare Contra'l Bide»            | La bruja                | 4:20     |  |
| 8.   | «Satania»                             | Finisterra              | 8:15     |  |
| 9.   | «Hasta que tu Muerte nos Separe»      | Jesús de Chamberí       | 5:41     |  |
| 10.  | «El Pacto»                            | La leyenda de La Mancha | 5:44     |  |
| 11.  | «Hasta que el Cuerpo Aguante»         | Finisterra              | 4:33     |  |
| 12.  | «El Bálsamo de Fierabrás»             | La leyenda de La Mancha | 3:41     |  |